# Barry Hayze
Barry Hayze is een lied van de Nederlandse rapper Donnie in samenwerking met rapper Willie Wartaal. Het werd in 2019 als single uitgebracht en stond in hetzelfde jaar als elfde track op het album Door het licht van Donnie.

## Achtergrond
Barry Hayze is geschreven door Bas Bron, Olivier Locadia, Dennis Foekens en Donald Sclozskie en geproduceerd door Bas Bron. Het is een nummer uit het genre nederhop. De titel van het lied is een woordspeling van Golden Earring-zanger Barry Hay met de wietsoort Haze Berry. Het lied kan ook worden gezien als een ode aan wiet. Barry Hay reageerde op het lied dat hij het grappig vond dat de rapper aan hem dacht en dat hij het een leuk nummer vond.
De single heeft in Nederland de gouden status.

## Muziekvideo
In de videoclip, geregisseerd door Michael Middelkoop zijn verschillende BN'ers te zien verkleed als Donnie. Dat wil zeggen, met lang blond haar, een zwarte coltrui aan en gouden kettingen om. Hieronder volgt een lijst aan bekende Nederlanders die hun bijdrage leverden aan de video:
- Willie Wartaal
- Leipe Dennis
- Ruben van der Meer
- Merel Baldé
- Igmar Felicia
- Gwen van Poorten
- Wilfred Genee
- Art Rooijakkers
- Giel Beelen
- Frans Bauer
- Tim Hofman
- Johan Vlemmix
- Lize Korpershoek
- Jody Bernal
- Wietze de Jager
- Peter Pannekoek
- Sjaak
- Soundos El Ahmadi
- Martin Koolhoven
- Joel Beukers
- Keke Baas
- DJ Jean
- Robbie de Stofzuiger
- Stella Bergsma
- Michael Schaap
- Frank Evenblij
- Tycho de Goon

## Hitnoteringen
De artiesten hadden succes met het lied in Nederland. Het piekte op de 62e plaats van de Single Top 100 en stond drie weken in deze hitlijst. De Top 40 werd niet bereikt; het lied bleef steken op de vierde plaats van de Tipparade.